# Mazdaspeed3
Mazdaspeed3  (poznat i kao Mazda 3 MPS / Axela u Europi i Japanu) je sportska verzija Mazde 3.
Motor Mazde 3 MPS (Motorcode: L3VDT) je 4-cilindrični redni benzinac (MZR 2.3 DISI Turbo) postavljen naprijed poprečno s 4 ventila po cilindru, 2 bregaste osovine u glavi, pokretane lancem, Ima VVT sustav promjenjivog upravljanja ventilima, VIS sustav prilagodljive geometrije usisa. Glava i blok od su od lake legure, koljenasto vratilo u 5 ležajeva, 2 osovine za ublažavanje vibracija, elektroničko izravno ubrizgavanje goriva, 1 turbopunjač (Hitachi-Warner K04) najvećeg natpritiska od 1,07 bar i 1 intercooler.
Isti motori se nalaze u Mazda 6 MPS i u Mazda CX7.
Prijenos sa 6 stupnjeva ide preko jednog diferencijala s blokadom od GKN-a koji pogoni prednje kotače. Diferencijal s blokadom "spašava" unutrašnji kotač u uskim zavojima, stabilizira automobil kod jakog ubrzanja i umanjuje udare na upravljač, pogotovo na neravnoj cesti. Mazda 3 MPS s mjesta do 100 km/h ubrzava za 6,1 sekundu, maksimalna brzina je 250 km/h (elektrončki ograničena).